# Uchte
Uchte è un comune mercato di 4.837 abitanti della Bassa Sassonia, in Germania.
Appartiene al circondario (Landkreis) di Nienburg (Weser) (targa NI) ed è parte della comunità amministrativa (Samtgemeinde) di Uchte.
In una brughiera nei pressi della città è stata trovata la Ragazza dell'Uchter Moor

## Geografia antropica

### Suddivisioni amministrative
Comprende le frazioni di Darlaten, Höfen, Hoysinghausen, Lohhof e Woltringhausen.